# Lonchorhina
Lonchorhina is een geslacht van zoogdieren uit de familie van de bladneusvleermuizen van de Nieuwe Wereld (Phyllostomidae). De wetenschappelijke naam van het geslacht werd in 1863 gepubliceerd door Robert Fisher Tomes.

## Soorten
Er worden 6 soorten in dit geslacht geplaatst:
- Lonchorhina aurita Tomes, 1863
- Lonchorhina fernandezi Ochoa & Ibáñez, 1984
- Lonchorhina inusitata Handley & Ochoa, 1997
- Lonchorhina mankomara Mantilla-Meluk & Montenegro, 2016
- Lonchorhina marinkellei Hernández-Camacho & Cadena, 1978
- Lonchorhina orinocensis Linares & Ojasti, 1971